# Urban Winistörfer
Urban Winistörfer OCist (* 22. Januar 1789 in Winistorf, Kanton Solothurn, Schweiz; † 25. September 1859 im Kloster Mariastein, Kanton Solothurn, Schweiz) war ein Schweizer Priester und Zisterziensermönch im  Kloster St. Urban. Hier war er Grosskellner und Bibliothekar sowie Professor für Physik, Philosophie und Theologie. Er betätigte sich darüber auch als Historiker und befasste sich mit Diplomatik.

## Leben
Unter dem sammelfreudigen Abt Friedrich Pfluger konnte er als Stiftsarchivar im Jahr 1839 den Gatterer-Apparat, eine grosse Urkundensammlung, erwerben.
Nach der Aufhebung des Klosters 1848 war er als Professor in Solothurn tätig. Er war Mitbegründer und im Vorstand der Allgemeinen Geschichtsforschenden Gesellschaft der Schweiz. Hier war er Mitglied der Redaktion zum Urkundenregister der Schweiz bis zu seinem frühen Tod, der ihn im Kloster Mariastein auf der Rückreise von Freiburg im Breisgau ereilte. Die Bewilligung der Mittel zur Ausführung erlebte er nicht mehr. Sein Nachfolger wurde der Berner Joseph Krütli (1815–1867), die Redaktionsleitung hatte Basilius Hidber.
Auch den Historischer Verein der V. Orte wo Joseph Ignaz von Ah als Präsident fungierte, begründete er mit.
Er war Mitarbeiter am Codex diplomaticus der Schweiz, am Urkundio und an Mülinens Helvetia Sacra sowie an den Neujahrsblättern des Solothurner Kunstvereins.

## Schriften
- in der Redaktionskommission bis 1859: Schweizerisches Urkundenregister
- Die Grafen von Frohburg bis zum Ende des 13. Jahrhunderts